# Hòa Minh, Tuy Phong
Hòa Minh là một xã thuộc huyện Tuy Phong, tỉnh Bình Thuận, Việt Nam.
Xã Hòa Minh có vị trí địa lý:
- Phía đông giáp xã Chí Công và xã Phong Phú
- Phía tây và phía bắc giáp huyện Bắc Bình
- Phía nam giáp thị trấn Phan Rí Cửa và Biển Đông (vịnh Phan Rí).
- Phía Bắc giáp xã Phong Phú.

Xã có diện tích 16,59 km², dân số năm 1999 là 4.659 người, mật độ dân số đạt 281 người/km².